# APEC Việt Nam 2006
Hội nghị Cấp cao APEC lần thứ 14 được tổ chức từ ngày 12 đến 14 tháng 11 năm 2006 tại Hà Nội, Việt Nam.
Hội nghị tập trung vào việc thảo luận và thông qua "Kế hoạch hành động Hà Nội".

## Các sự kiện chính
- Hội nghị các quan chức cao cấp APEC lần thứ nhất (SOM I): Hà Nội, từ 20/2-2/3/2006.
- Hội nghị các quan chức cao cấp APEC lần thứ hai (SOM II): Thành phố Hồ Chí Minh, từ 20/5-3/6/2006.
- Hội nghị Bộ trưởng Thương mại APEC: Thành phố Hồ Chí Minh, từ 1-2/6/2006.

## Tổ chức

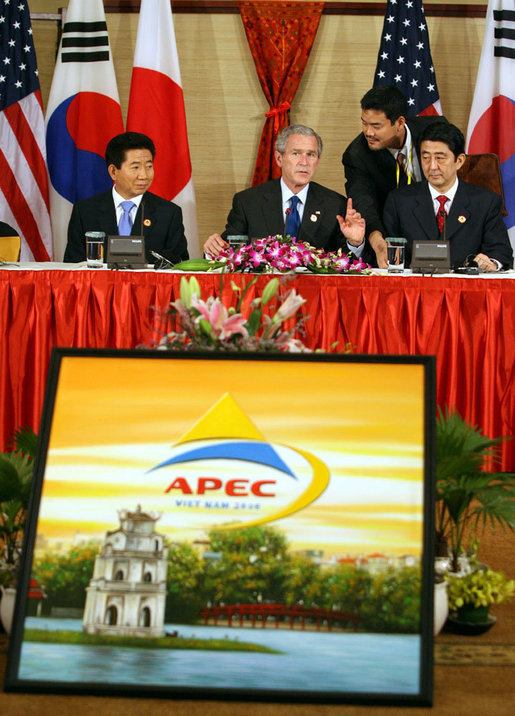

Để tiến hành tổ chức hội nghị APEC 2006, Chính phủ Việt Nam đã cho thành lập Ủy ban Quốc gia về APEC 2006, Phó Thủ tướng Vũ Khoan làm Chủ tịch, các Phó Chủ tịch là Bộ trưởng Bộ Ngoại giao Nguyễn Dy Niên và Bộ trưởng Bộ Thương mại Trương Đình Tuyển cùng 28 ủy viên.
Để phục vụ hội nghị APEC 2006, Chính phủ Việt Nam đã chi hơn 350 tỷ đồng. Hơn 800 sinh viên từ các trường đại học cũng được huy động để làm công tác hỗ trợ cho Hội nghị.

## Tuyên bố Hà Nội
Đây là một mục tiêu chính của hội nghị APEC 2006. Nội dung xoay quanh việc thực hiện "Lộ trình Busan", hướng tới "Mục tiêu Bogor" về tự do hóa thương mại và đầu tư.
Là một phương án cuối cùng, hy vọng sẽ cứu vãn được tình thế bế tắc của "Mục tiêu Bogor". Và với vai trò Ban tổ chức của mình, Việt Nam sẽ đưa hội nghị ra một góc nhìn mới về sự hợp tác của các thành viên APEC, và giữa APEC với thế giới.

## Sự kiện bên lề
- Trong số các quốc gia và vùng lãnh thổ tham dự APEC 2006, Đài Loan là quốc gia duy nhất không có lãnh đạo tối cao tham dự hội nghị. Lý do của việc này là Đài Loan và Việt Nam chịu sức ép từ phía Cộng hòa Nhân dân Trung Hoa. Ông Trần Thủy Biển, tổng thống Đài Loan, đã gửi Lin Hsin-i, một cố vấn tổng thống tham dự hội nghị thay mình.[3]